# Daniel Znyk
Daniel Znyk, né à Beauvais le 10 juin 1959 et mort à  Paris 18e le 12 septembre 2006, est un comédien de théâtre. Il a été pensionnaire de la Comédie-Française du 10 mars 2004 au 12 septembre 2006. Il a longtemps habité Beauvais.

## Biographie
Daniel Znyk est né à Beauvais et a vécu dans une petite maison rue du Faubourg St Jacques. Il a fait ses études au lycée Félix Faure et après son bac en 1977 il est parti s’installer à Paris avec ses deux copains de lycée (dont le comédien Denis Rolland)  qui l'ont poussé à passer le concours d'entrée au Conservatoire.
Daniel Znyk a d'abord travaillé à la fin des années 1970 au théâtre de l’Éclipse à Juvisy-sur-Orge avec Christian Jehanin avant d'intégrer le conservatoire jusqu'en 1983 où il suivit les classes de Jean-Pierre Miquel, Pierre Debauche et Jacques Lassalle
Des rôles de premier plan lui ont été offerts sur les planches par la metteuse-en-scène Claude Buchvald, notamment dans l'Opérette Imaginaire (créée au Quartz de Brest en 1998, reprise au festival d'Automne, au festival d'Avignon, au théâtre des Bouffes du Nord à Paris...) où sa performance d'acteur inénarrable dans le rôle de l'Infini romancier contribua à populariser l'écriture de Valère Novarina auprès d'un large public. Il a aussi joué le rôle de Cléante dans le Tartuffe de Molière mis en scène par Marcel Bozonnet, le rôle de Cadmos dans Les Bacchantes d'Euripide mis en scène par André Wilms
À la Comédie-Française, Daniel Znyk avait joué notamment le rôle de Géronte dans Le Menteur de Pierre Corneille, mis en scène par Jean-Louis Benoît et le rôle de Sosie dans L'Espace furieux de Valère Novarina.
Il avait aussi joué dans plusieurs films, notamment dans Sauve-toi, Lola de Michel Drach (1986), dans Mille bornes d'Alain Beigel (1999) et, récemment, dans  Je m'appelle Elisabeth de Jean-Pierre Améris (2006) et dans Ne le dis à personne de Guillaume Canet (2006).
En juin 2005, il fit l'une de ses dernières apparitions au théâtre des Bouffes du Nord dans le cadre du festival Jazz Nomades - la Voix est Libre, en duo avec le batteur-percussionniste Denis Charolles sur un texte de Ghérasim Luca. Ses talents d'improvisateur, d'humoriste et de rythmicien provoquèrent en quelques minutes la « standing ovation » d'un public plus familier de jazz que de théâtre contemporain. Passionné par les musiques improvisées; jouant lui-même du saxophone, il s'est produit plusieurs fois en tant que comédien auprès du contrebassiste Henri Texier. L'influence des musiciens de jazz explique en grande partie son goût pour la performance physique et rythmique, pour une prise-de-risque permanente en matière d'interprétation.

## Théâtre
- 1976 : Le Massacre de la St Barthélémy de J. Bertin  , création à Beauvais avec Denis Rolland
- 1985 : Roméo et Juliette de William Shakespeare, mise en scène Daniel Mesguich, Théâtre de l'Athénée-Louis-Jouvet
- 1986 : Roméo et Juliette de William Shakespeare, mise en scène Daniel Mesguich, Théâtre Gérard-Philipe
- 1988 : Les amis font le philosophe de Jacob Lenz, mise en scène Bernard Sobel, Festival d'Avignon
- 1988 : Le Faiseur de théâtre de Thomas Bernhard, mise en scène Jean-Pierre Vincent, TNP Villeurbanne, Théâtre national de Strasbourg, Théâtre de la Ville
- 1989 : Vous qui habitez le temps de Valère Novarina, mise en scène de l'auteur, Festival d'Avignon
- 1990 : Le Chant du départ d'Ivane Daoudi, mise en scène Jean-Pierre Vincent, Théâtre de Nice, Théâtre de la Ville
- 1990 : Par singularité et par distraction mais non point du tout par inconduite d'après Étienne-Jean Delécluze, mise en scène Jean-Marie Patte, Festival d'Avignon
- 1991 : Je suis de Valère Novarina, mise en scène de l'auteur, Festival d'automne à Paris Théâtre de la Bastille
- 1992 : Romulus le Grand de Friedrich Dürrenmatt, mise en scène Louis-Guy Paquette, Festival du Jeune Théâtre d'Alès
- 1992 : Le Siège de Numance de Miguel de Cervantès, mise en scène Robert Cantarella, Festival d'Avignon
- 1994 : Le Dictionnaire du diable d'après Ambrose Bierce, mise en scène Nordine Lahlou, Théâtre de la Bastille
- 1994 : Amphitryon d'Heinrich von Kleist, mise en scène Stéphane Braunschweig, Festival d'Avignon, Théâtre de l'Athénée-Louis-Jouvet
- 1995 : Franziska de Frank Wedekind, mise en scène Stéphane Braunschweig, Centre national de création d'Orléans
- 1996 : Franziska de Frank Wedekind, mise en scène Stéphane Braunschweig, Théâtre national de Belgique
- 1996 : La Tragédie du roi Christophe d'Aimé Césaire, mise en scène Jacques Nichet, Festival d'Avignon
- 1996 : Le Repas de Valère Novarina, mise en scène Claude Buchvald, Festival d'automne à Paris Centre Georges Pompidou
- 1997 : Nuit pâle au palais de Catherine Anne, Théâtre-Scène nationale de Poitiers, Théâtre de la Bastille
- 1997 : Des perles aux cochons de Richard Foreman, mise en scène Bernard Sobel, Théâtre de Gennevilliers
- 1997 : Le Visage d’Orphée d'Olivier Py, mise en scène de l'auteur, Festival d'Avignon
- 1997 : Le Repas de Valère Novarina, mise en scène Claude Buchvald, Théâtre des Treize Vents
- 1998 : Le Visage d'Orphée d'Olivier Py, mise en scène de l'auteur, Théâtre de Nice, Théâtre de l'Athénée-Louis-Jouvet
- 1998 : L'Opérette imaginaire de Valère Novarina, mise en scène Claude Buchvald, Le Quartz, Théâtre de la Bastille Festival d'automne à Paris
- 1999 : Casimir et Caroline d'Ödön von Horváth, mise en scène Jacques Nichet, Théâtre national de Toulouse, Théâtre national de la Colline
- 2000 : Laurel et Hardy vont au paradis de Paul Auster, mise en scène Philippe Faure et Daniel Znyk, Théâtre de la Bastille
- 2000 : L'Origine rouge de Valère Novarina, mise en scène de l'auteur, Festival d'Avignon, Festival d'automne à Paris Théâtre national de la Colline, Théâtre national de Strasbourg
- 2000 : Terres promises de Roland Fichet, mise en scène Philippe Lanton, Festival d'Avignon
- 2001 : Terres promises de Roland Fichet, mise en scène Philippe Lanton, Théâtre Gérard Philipe
- 2001 : La Mouette d'Anton Tchekhov, mise en scène Stéphane Braunschweig, Théâtre national de Strasbourg
- 2002 : La Mouette d'Anton Tchekhov, mise en scène Stéphane Braunschweig, Théâtre national de la Colline
- 2002 : L'Origine rouge de Valère Novarina, mise en scène de l'auteur, La Rose des vents
- 2002 : L'Exaltation du labyrinthe d'Olivier Py, mise en scène Stéphane Braunschweig, Théâtre national de la Colline, Théâtre national de Strasbourg
- 2002 : Le Festin de pierre de Molière, mise en scène Giorgio Barberio Corsetti, Théâtre national de Strasbourg
- 2002 : En attendant Godot de Samuel Beckett, mise en scène Bernard Sobel, Théâtre de Gennevilliers
- 2003 : Le Festin de pierre de Molière, mise en scène Giorgio Barberio Corsetti, Théâtre national de Strasbourg, Théâtre de Gennevilliers
- 2003 : Innocents coupables d'Alexandre Ostrovski, mise en scène Bernard Sobel, Théâtre de Gennevilliers
- 2005 : Le Tartuffe de Molière, mise en scène Marcel Bozonnet, Comédie-Française Salle Richelieu, rôle de Cléante.
- 2006 : L'Espace furieux de Valère Novarina, mise en scène de l'auteur, Comédie-Française, rôle de Sosie.

## Filmographie
- 1988 : Les Enquêtes du commissaire Maigret, épisode : La Vieille Dame de Bayeux, téléfilm de Philippe Laïk